# رواق (منصة تعليمية)
رواق منصة تعليمية عربية من اوائل المنصات أنشئت عام 2013 بتزويد المساقات التعلمية عبر محاضرات مسجلة بالفيديو. بمفهوم المساقات الهائل المفتوحة عبر الإنترنت تمنح التعليم للجميع وبشكل مجاني ومتتع لجميع الأعمار والفئات دون قيد أو شرط ودون التحيز لعرق أو عمر وهي تهتم بتوفير العلم خاصة لمن لم تتوفر لهم امكانية الحصول على المعرفة من خلال الدراسة الجامعية المتخصصة وتقوم رواق بعرض «مواد» جامعية متخصصة من خلال طرق تفاعلية شيقة وباستخدام الوسائط المتعددة بغرض تحويل التعلم إلى عملية شيقة ومتتعة ومتاحة.

## طريقة التسجيل في رواق
من خلال موقع «رواق» يمكنك الدخول واستكشاف المواد التي ترغب بدراستها أو تعلمها ومن ثم الانضمام إلى كوكبة الطلاب من خلال إنشاء حساب إلكتروني يتم فيه اعلامك بأوقات وكيفية متابعة المحاضرات كذلك فإن بعض المواد تتيح فرصة عمل امتحان نهائي واستلام شهادة اكمال امتحان بناء على ذلك.

## التخصصات الموجودة
هناك العديد من المواد التي تتبع لعدة تخصصات داخل رواق مثل المواد التربوية التي تزيد حصيلتك المعرفية حول طرق التربية وأساليبها، وكذلك المواد التقنية التي تعرض لك الجديد في هذا المجال من الأجهزة والمبادئ العلمية، وكذلك المواد القرءانية التي تختص بعلوم القرآن الحديثة مثل علاقته بالتاريخ واللغة وغيرها، كذلك فإن تخصصات المواد وعددها سوف يزيد خلال الأيام القادمة ومع تنامي اعداد الملتحقين، كل ما عليك هو البحث عن الموضوع الذي أثار فضولك للتعلم أو الذي كنت تتمنى لو تعرف عنه أكثر والانضمام للمادة !

## أنشطة أخرى
يتيح الموقع أيضا خدمة المحاضرات المرئية والتمارين التفاعلية للمواد المعروضة وخدمة الإجابة عن الأسئلة العلمية حول المحاضرات.